# Handelsgeschäft (Finanzinstrument)
Als Handelsgeschäft bezeichnet man im Bankwesen den Handel mit Finanzinstrumenten.

## Allgemeines
Bereits Adolf Neumann-Hofer wies im Jahre 1894 darauf hin, dass die rein kundengetriebenen Bankgeschäfte von den Handelsgeschäften streng zu trennen seien. Das Handelsgeschäft gehört heute neben dem Emissionsgeschäft und dem Investmentgeschäft zum Investment-Banking. Bei international tätigen Großbanken trägt es oft in Form des Handelsüberschusses zu einem erheblichen Teil des Jahresüberschusses bei.

## Arten
Handelsgeschäfte liegen dem Wertpapierhandel, Eigenhandel und Interbankenhandel zugrunde.
Zu den handelbaren Finanzinstrumenten gehören insbesondere Geschäfte mit Wertpapieren (einschließlich Namensschuldverschreibungen, Pensionsgeschäften und Wertpapierleihe, nicht aber die Emission von Wertpapieren), Devisen, Sorten, handelbaren Forderungen (Geschäfte im Kredithandel, Schuldscheindarlehen), Geldmarktgeschäfte (siehe Geldmarkt), Waren (vor allem Commodities) oder Derivaten.
Der Begriff Handelsgeschäft stammt aus den MaH und wurde in die Mindestanforderungen an das Risikomanagement (MaRisk) übernommen, wobei Edelmetallgeschäfte durch Warengeschäfte allgemein ersetzt wurden. Handelsgeschäfte sind meist standardisiert und werden entsprechend über standardisierte Verfahren abgewickelt. Handelsgeschäfte sind typischerweise gut handelbar (liquide, liquidierbar) und monetarisierbar. Sie sind daher geeignet, Marktpreisrisikopositionen einzugehen oder abzugeben. Außerdem unterliegen sie Kontrahentenrisiken und teilweise Emittentenrisiken.
Je nach Finanzinstrument gibt es folgende Marktrisiken:
| Finanzinstrument             | Kursrisiko | Finanzrisiko                                    | Zinsänderungsrisiko |
| ---------------------------- | ---------- | ----------------------------------------------- | ------------------- |
| Aktienhandel                 | ja         | ja: Ausfallrisiko (des Emittenten)              | nein                |
| Anleihen                     | ja         | ja: Ausfallrisiko (des Emittenten)              | ja                  |
| Kredithandel                 | ja         | ja: Kreditrisiko (des Kreditnehmers)            | ja                  |
| Derivate                     | ja         | ja: Gegenparteiausfallrisiko (des Kontrahenten) | ja/nein             |
| Devisen, Edelmetalle, Sorten | ja         | ja, Erfüllungsrisiko (des Kontrahenten)         | nein                |

## Bilanzierung
Handelsgeschäfte sind Bankgeschäfte, bei denen zwischen Anschaffung und Veräußerung der Finanzinstrumente nur ein kurzfristiger Zeitraum von weniger als drei Monaten liegt und die mit Handelsabsicht erworben werden. Aus diesem Grunde sind sie im Handelsbuch zu bilanzieren. Unter Handel versteht man in Anlehnung an IAS 39.9 die Absicht, ein erworbenes oder eingegangenes Finanzinstrument kurzfristig – mit dem Ziel der kurzfristigen Gewinnmitnahme – wieder zu verkaufen oder zurückzukaufen. Mit einem kurzfristigen Wiederverkauf gleichzusetzen ist das partielle oder vollständige Schließen der Risikoposition durch ein Sicherungsgeschäft (Glattstellung). Handelbar sind Positionen, für die es einen Markt gibt. „Die Handelbarkeit der Instrumente … ist wichtig, um eine Einbeziehung von Geschäften in das Handelsbuch zu verhindern, die am Markt nicht umgeschlagen werden können und so – mit gegenüber dem Anlagebuch relativ geringen Anrechnungs- und Unterlegungssätzen – zu einer Risikoverdichtung bei dem unterlegenden Institut führen können“. Forderungen sind handelbar, für Kredite hat sich ein funktionierender Sekundärmarkt etabliert (Kredithandel).

## Ablauforganisation
Die bankaufsichtlichen Regelungen zum Handelsgeschäft sind in den Mindestanforderungen an das Risikomanagement enthalten. Nach BTO 2 ist unter anderem eine Funktionstrennung des Handels von den Funktionen des Risikocontrollings und der Abwicklung vorzunehmen (Handel und Marktfolge). Es sind im Regelfall Standardverträge zu marktgerechten Konditionen zugrunde zu legen und unverzüglich im Abwicklungssystem zu verbuchen. Telefonate sind auf Tonträger aufzuzeichnen und drei Monate aufzubewahren.
Betreibt eine Bank Eigenhandel oder Marktpflege, so ist die Zuordnung entsprechender Finanztransaktionen zum Handelsbuch zwingend. Während der Eigenhandel nicht kundengetriebene Transaktionen beinhaltet, kann die Marktpflege beispielsweise in der Kurspflege für als Ergänzungskapital anerkannte Genussscheine bestehen, muss sich aber dann auf lediglich 3 % des Emissionsbetrages beschränken.

## Neuer Produktprozess
Im Kreditwesen kann das von einem Finanzprodukt möglicherweise ausgehende Produktrisiko für Kreditinstitute und für Bankkunden sehr groß sein, so dass das Aufsichtsrecht bei der Produktentwicklung einen „Neuen Produktprozess (NPP)“ (englisch new product process) verlangt. Hierbei geht es nicht nur um die Entwicklung von Finanzinnovationen, sondern auch um Produktdifferenzierungen und Produktvariationen und die Erschließung neuer Märkte. Vom NPP-Prozess wird also auch die Veränderung bereits vorhandener Finanzprodukte erfasst.
Für Kreditinstitute ist der NPP-Prozess in AT 8.1 der MaRisk geregelt. Danach muss ein Konzept (Handelsstrategie) ausgearbeitet werden, aus dem sich das Ergebnis der Analyse des Risikogehalts dieser neuen Geschäftsaktivitäten sowie deren Auswirkungen auf das Gesamtrisikoprofil und die Risikotragfähigkeit ergibt. In dem Konzept sind die sich daraus ergebenden wesentlichen Konsequenzen für das Risikomanagement darzustellen. Bei Handelsgeschäften ist stets eine Testphase durchzuführen.

## Wirtschaftliche Aspekte
Marktrisiken ergeben sich nicht nur beim Anlagebestand, sondern auch beim Handelsbestand an Handelsgeschäften. Motive für Handelsgeschäfte sind Arbitrage, Spekulation oder Sicherungsgeschäfte. Die Arbitrage nutzt Kurs-, Preis- oder Zinsdifferenzen zu einem bestimmten Zeitpunkt zwecks Gewinnmitnahme aus, Spekulationsgeschäfte dienen der Ausnutzung von Kurs-, Preis- oder Zinsdifferenzen zwecks Gewinnmitnahme während eines Zeitraums. Arbitrage ist deshalb risikolos, Spekulation dagegen risikobehaftet. Die Sicherungsgeschäfte beziehen sich auf bereits bestehende (oder beabsichtigte) Bankgeschäfte und sollen deren Marktrisiken absichern.

## Abgrenzung
Abzugrenzen ist das kundengetriebene Handelsgeschäft (englisch client-driven trading), bei dem die Kreditinstitute Wertpapierorders ihrer Kunden ausführen. Hierbei entstehen für die Institute keine Bestandsrisiken.
Der Begriff Handelsgeschäft muss abgegrenzt werden gegen den aus der Bilanzierung stammenden Begriff Handelsbestand und den Begriff Handelsbuch aus dem Kreditwesengesetz. Handelsgeschäfte können sowohl für den Handelsbestand als auch für die Liquiditätsreserve oder den Anlagebestand abgeschlossen werden. Ebenso können sie sowohl dem Handelsbuch als auch dem Anlagebuch zugeordnet werden, wodurch sich unterschiedliche Regelungen für die bankaufsichtliche Eigenkapitalunterlegung (siehe Solvabilität) ergeben.